# Помероль (аппелласьон)

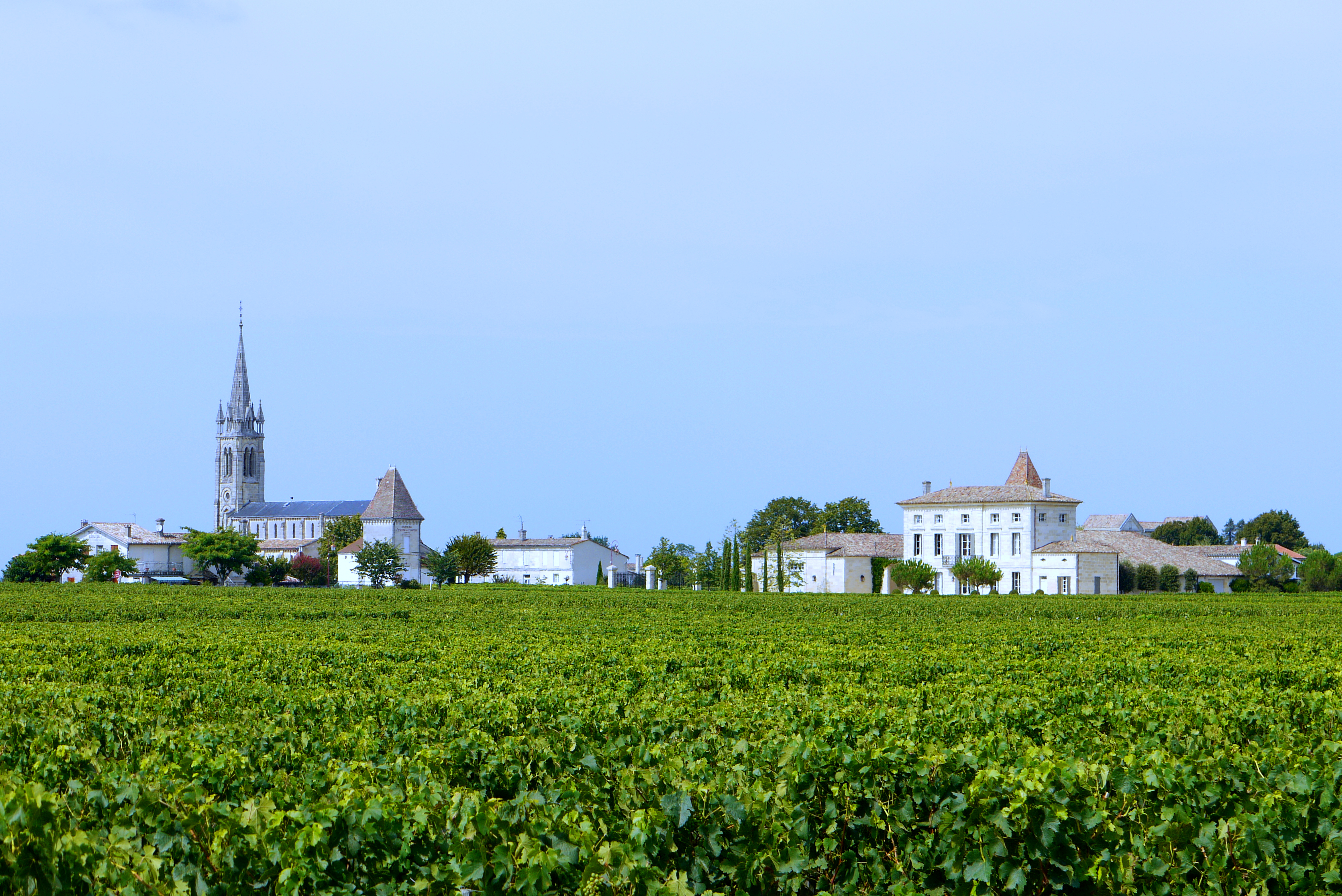
Виноградники возле посёлка Помероль

Померо́ль (Помроль, Pomerol) — апелласьон красных вин винодельческого региона Бордо. Расположен на востоке региона в области Либурне (Libournais) вокруг посёлка Помероль, чуть западнее Сент-Эмильона.
Апелласьон представляет собой территорию в 800 гектаров с перепадом высоты в 20 метров. На южном и западном участках почва более песчаная, чем на других его участках. На востоке почва чуть более тяжёлая: в ней содержится глина. Наиболее высокий, восточный край Помероля, граничит с Сент-Эмильоном. Именно в восточной части производятся самые дорогие вина апелласьона. Здесь расположены хозяйства Петрюс (Petrus), Шато Ле Пен (Le Pin) и Шато Лафлёр (Lafleur).
Мерло — основной сорт винограда в Помероле. Именно он играет определяющую роль в характере местных вин: богатом, мягком и доступном в молодом возрасте. Каберне-фран — второй по значимости ингредиент. Он привносит в вино структуру и ярко-специевые ноты букета. Также разрешены, но используются ограниченно сорта каберне-совиньон и мальбек.